# C. R. Rao

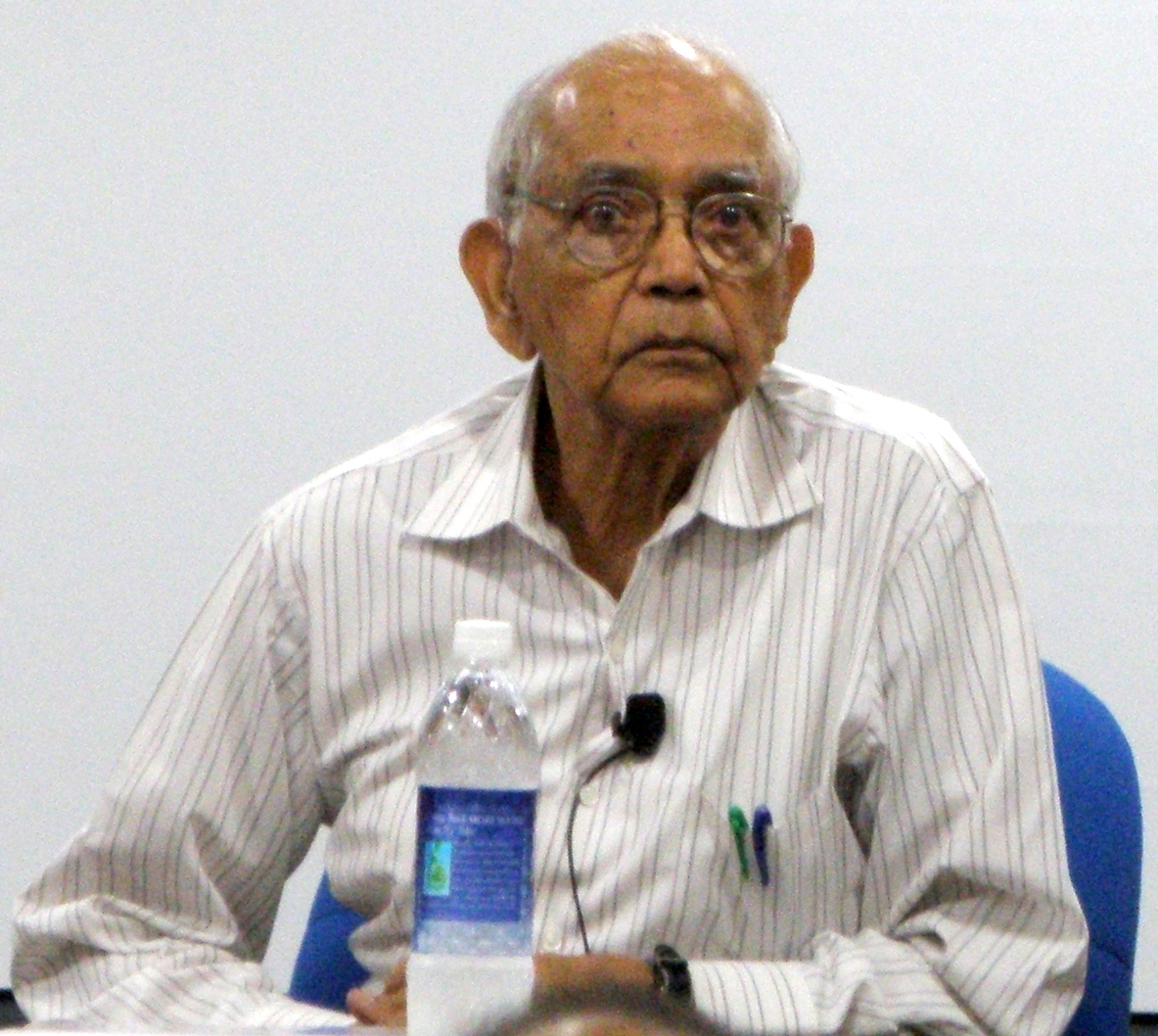
Calyampudi Radhakrishna Rao (2012)

Calyampudi Radhakrishna Rao, bekannt als C. R. Rao (* 10. September 1920 in Hadagali, Mysore, Britisch-Indien; † 22. August 2023 in Amherst, New York, Vereinigte Staaten), war ein indischer Statistiker, der sich vor allem mit mathematischer Statistik befasste.

## Wissenschaftliche Laufbahn

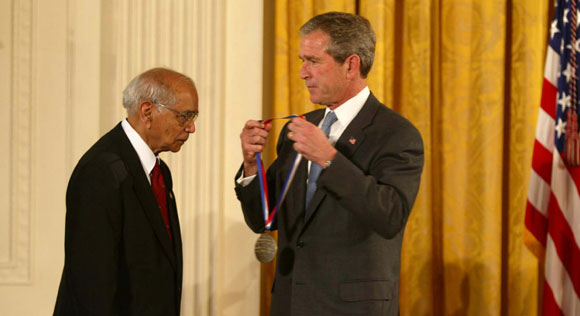
Rao bei der Verleihung der National Medal of Science durch US-Präsident George W. Bush (2001)

Er wurde als achtes Kind einer Telugu-Familie geboren, weshalb er den Vornamen Radhakrishna erhielt. Er besuchte das Mrs. A. V. N. College in Visakhapatnam, bevor er Mathematik in Andhra studierte (M.A. 1940). Anschließend studierte er ein Jahr am Indian Statistical Institute (ISI) in Kolkata, wo er 1941 seine erste Forschungsarbeit veröffentlichte (mit K. Raghavan Nair) und seinen Master in Statistik an der University of Calcutta erwarb (Abschluss 1943). Danach war er Forschungsassistent am ISI und zeitweise auch Lecturer an der University of Calcutta. Im Jahr 1946 zog er nach Cambridge, wo er tagsüber am Anthropologischen Museum an statistischen Problemen arbeitete und abends in Ronald Fishers Genetik-Labor die Chromosomen von Mäusen studierte. Er wurde 1948 mit einer Dissertation über Statistical Problems of Biological Classification an der University of Cambridge promoviert. Im selben Jahr kehrte ans ISI zurück, wo er 1949 Professor wurde und bis zu seiner Pensionierung 1979 blieb. Dort waren u. a. Srinivasa S. R. Varadhan, K. R. Parthasarathy und Varadarajan seine Schüler. 1979 ging er in die USA, wo er bis 1987 an der University of Pittsburgh und dann an der Pennsylvania State University Hochschullehrer war, an letzterer von 1988 bis 2001 Inhaber des Eberly Chair in Statistics und seit 2001 Holder Emeritus dieses Lehrstuhls. Ab 2010 war er auch Research Professor am Department of Biostatistics der University of Buffalo.
Seine vielleicht bedeutendste Arbeit wurde 1945 veröffentlicht. Sie enthielt drei grundlegende Resultate, die als bahnbrechend für das Forschungsfeld der Statistik angesehen werden und zu statistischen Werkzeugen führten, die heute in vielen wissenschaftlichen Disziplinen Verwendung finden. Das erste ist heute als Cramér-Rao-Ungleichung bekannt und erlaubt festzustellen, wann eine Abschätzungsmethode nicht weiter verbessert werden kann. Das zweite Resultat wird als Satz von Rao-Blackwell bezeichnet und erlaubt es, eine Abschätzung in eine optimale Abschätzung zu transformieren. Das dritte Resultat zeigte einen Zusammenhang von Informationstheorie und Geometrie auf und führte zum interdisziplinären Forschungsgebiet der information geometry.
Die Datenbank Web of Science listet Rao als Koautor von mehr als 150 wissenschaftlichen Publikationen, die über 6.000 Mal zitiert wurden (h-Index 32), allerdings geht in diese Statistik nur ein kleiner Teil seiner insgesamt über 400 Artikel ein, z. B. auch nicht der von 1945. Rao wird zu den international bedeutendsten Statistikern des 20. Jahrhunderts gezählt.
Rao war Mitglied mehrerer nationaler Akademien der Wissenschaften, unter anderem von Indien und Italien, in den USA Fellow der National Academy of Sciences und Mitglied der American Academy of Arts and Sciences und in Großbritannien Fellow der Royal Society. Er war Präsident des International Statistical Institute, der International Biometric Society und des Institute of Mathematical Statistics.
Rao war seit 1948 in einer arrangierten Ehe mit C. Bhargavi Rao (1925–2017) verheiratet. Das Paar hatte zwei Kinder.
Er starb am 22. August 2023 im Alter von 102 Jahren im Haus seiner Tochter in Amherst.

## Ehrungen (Auswahl)
- 1965: Doctor of Science der University of Cambridge
- 1968: Padma Bhushan (Indien)
- 1989: Wilks Memorial Award der American Statistical Association (USA)
- 2001: Padma Vibhushan (Indien)
- 2001: National Medal of Science (USA)[12]
- 2003: Internationaler Mahalanobis Preis
- Seit 2003 verleiht die Penn State University den C. R. and Bhargavi Rao Prize.[3]
- 2007: Eröffnung des C.R. Rao Advanced Institute of Mathematics, Statistics and Computer Science Institute an der University of Hyderabad[13]
- 2010 Indian Science Award[14]
- 2010: Guy-Medaille in Gold der Royal Statistical Society (Großbritannien)
- 2018 erhielt er seinen 39. Ehrendoktor-Titel.
- 2023: International Prize in Statistics[15]

## Werke (Auswahl)
- Rao ist (Ko-)Autor von über 470 wissenschaftlichen Artikeln und von 15 Büchern und war als Herausgeber an maßgeblichen Werken wie dem Handbook of Statistics[16] langjährig beteiligt.[17]
- Eine Bibliographie seiner Arbeiten wurde im Simo Puntanen, George P. H. Styan: A Brief Biography and Appreciation of Calyampudi Radhakrishna Rao, with a Bibliography of His Books and Papers. In: Linear Algebra and its Applications. Band 237–238, April 1996, S. 1–40, doi:10.1016/0024-3795(95)00027-5. zusammengestellt.
- Statistics and Truth. Putting Chance to Work. 2. Auflage. World Scientific, 1997, doi:10.1142/3454.
  - Was ist Zufall? Statistik und Wahrheit. Prentice Hall, 1995, ISBN 978-3-8272-9508-8.
- Linear Statistical Inference and its Applications. 2. Auflage. John Wiley & Sons, 1973, doi:10.1002/9780470316436.
  - Lineare statistische Methoden und ihre Anwendungen. Akademie-Verlag, Berlin 1973.